# Phytomyza leucocephala
Phytomyza leucocephala är en tvåvingeart som först beskrevs av Johann Wilhelm Meigen 1830.  Phytomyza leucocephala ingår i släktet Phytomyza och familjen minerarflugor. Inga underarter finns listade i Catalogue of Life.